# 纽约州步枪和手枪协会诉布鲁恩案
纽约州步枪和手枪协会诉布鲁恩案（New York State Rifle & Pistol Association, Inc. v. Bruen），是美国最高法院於2022年6月23日作出的一項與美國憲法第二修正案有關的判決，此判決認定纽约州的一部於1913年通過的限制携枪的法律違憲，根據紐約州该法律，民众必須在取得许可后才能携带手枪前往公共场合。